# 卡爾·瓦倫達
卡爾·瓦倫達（英語：Karl Wallenda，1905年1月21日—1978年3月22日）是出生於馬德堡的德裔美國人，為走鋼絲特技表演者，且為馬戲團團體「飛翔瓦倫達家族」（The Flying Wallendas）之創辦者。

## 經歷

### 家族生活
6歲時瓦倫達便開始與家人練習馬戲團表演技巧，而他家人經營的「偉大的瓦倫達家族」（The Great Wallendas）馬戲團裡頭的「四人金字塔」、「單車走鋼索」等節目當時在歐洲引起迴響。隨後1928年瓦倫達一家來到美國改以自由表演者身份演出。在1936年瓦倫達另想到了名為「三層七人金字塔」的表演內容，瓦倫達便與他的兄弟赫曼（Hermann）摸索嘗試此點子。該點子便在1946年被採納，並於1947年正式公開。

### 走鋼索演出
瓦倫達多次在半空中走鋼絲，其中在1970年6月18日，年齡已達65歲的瓦倫達在喬治亞州塔露拉河一帶的塔盧拉峽谷走鋼索橫跨峽谷。當時估計有3萬左右人數觀看，而瓦倫達最後跨越了約四分之一英哩寬的峽谷。
隨後1974年瓦倫達在位於俄亥俄州的國王島遊樂園裡，以1800英呎的走鋼索長度，創造了新的歷史紀錄。該紀錄直到2008年7月4日才被他的曾孫尼克·瓦倫達以2000英呎成績給打破。

### 死亡
1978年3月22日瓦倫達在波多黎各聖胡安的康達廣場酒店（Condado Plaza Hotel）表演走鋼索時，受大風影響於約121英呎的鋼索距離處摔下，之後重傷不治離世。

## 瓦倫達效應
瓦倫達生前曾提及自己在走鋼索時只在乎跨出的每一步而不去思索是否會出意外，而死前於波多黎各聖胡安表演時則反常地向旁人表示著此回演出一定不能失足。事後心理學界以把精神耗費在擔心出現錯誤上，來達到目標的心態為「瓦倫達效應」（Karl Wallenda Effect）。

## 圖冊
- 飛翔瓦倫達家族成員：卡爾·瓦倫達（左二）、瓦倫達的女兒卡拉·瓦倫達（Carla Wallenda；左一）、雷蒙·奇提（Raymond Chitty；右二），以及瓦倫達的女婿理查·古茲曼（Richard Guzman）。
- 1960年代期間卡爾·瓦倫達（中）與他的女婿理查·古茲曼（左）以及另名成員雷蒙·奇提在佛羅里達州薩拉索塔的走鋼索演出。
- 記念瓦倫達以走鋼索方式成功越過位於喬治亞州塔盧拉弗峽谷（Tallulah Gorge）的標示。

## 外部連結
- 飛翔瓦倫達家族官方網站 （页面存档备份，存于）（英文）